# George Townshend (Bahai)
George Townshend (* 14. Juni 1876 in Dublin, Irland; † 25. März 1957 ebenda) war ein irisch-amerikanischer Geistlicher. Er war Bahá'í und einer der zwölf Hände der Sache Gottes, die am 24. Dezember 1951 von Shoghi Effendi ernannt wurden. Er war der erste geweihte christliche Priester, der seine Gelübde brach, um Bahá'í zu werden.

## Leben
Townshend studierte klassische Literatur und Englisch am Hertford College in Oxford und graduierte 1899. Nach seiner Rückkehr nach Irland arbeitete er für die Irish Times und für das Irish Bar und erhielt einen juristischen Abschluss.
Danach wanderte er nach Provo aus, arbeitete als Missionar bei den Mormonen und Indianern und wurde 1906 in Salt Lake City als Anglikanischer Priester geweiht. 1909 lehrte er an der Salt Lake High School. Er zog dann nach Sewanee, Tennessee, und wurde 1912 Assistenzprofessor für Englisch an der University of the South.
Obwohl er die amerikanische Staatsbürgerschaft angenommen hatte, kehrte er im Juli 1916 nach Irland zurück und nahm in Booterstown (County Dublin) die Stelle eines Hilfspfarrers an. Townshend lernte den Bahai-Glauben kennen, da ihm ein Freund aus Sewanee einige Broschüren mit Worten von Abdu’l Baha schickte. Um 1918 begann er mit Abdu’l Baha zu schreiben. 1918 heiratete Townshend Anna Sarah Maxwell.
Viele Jahre verbrachte er in der Nähe von Ballinasloe in der Grafschaft Galway. Dort war er ab Januar 1919 als Pfarrer für Ahascragh und ab 1933 als Archedeacon für Clonfert zuständig. Sein Sohn Brian wurde 1920 und seine Tochter Una 1921 geboren.
1926 bot Townshend Shoghi Effendi an, die englischen Übersetzungen von Baha’u’llahs Werken zu überarbeiten. Das Angebot nahm Shoghi Effendi dankend an. Die Zusammenarbeit erfolgte 18 Jahre lang und begann mit den Verborgenen Worten. Townshend glaubte, er könnte mit Büchern die Führer der Kirche allmählich beeinflussen und die ganze Kirche zum Glauben Baha’u’llahs bringen.
Sein erstes Buch war das populäre und gut verkaufte Gebets- und Meditationsbuch „The Altar on the Hearth“ von 1926, das die fortschreitende Gottesoffenbarung und eine neue geistige Zivilisation betont. Obwohl es nicht direkt die Offenbarung Baha’u’llahs erwähnt, ist es laut Shoghi Effendi vom Bahai-Geist durchdrungen. Einige Inhalte erschienen 1952 wieder in seinem Buch „The Mission of Baha’u’llah“. Sein nächstes Werk „The Promise of All Ages“ erschien 1934 unter einem Pseudonym und behandelt offen die fortschreitende Gottesoffenbarung, die Mission Baha’u’llahs und die Aussagen Christi, die auf diesen Tag Gottes hinweisen.
Das 1939 veröffentlichte Buch „The Heart of the Gospel“ erläutert die Geschichte als eine geistige Entwicklung und prüft die Lehren des Evangeliums, die von der Theologie übersehen wurden. Obwohl er von den beiden letzten Werken hunderte von Kopien an die Geistlichen in Irland versandte und er einige wohlwollende Rezensionen in den Zeitungen erhielt, akzeptierte niemand in der Kirche seine Botschaft.
Auf dem World Congress of Faiths in London 1936 präsentierte Townshend Shoghi Effendis Erklärung „Baha’u’llahs Entwurf für eine Weltgesellschaft“. Hierdurch identifizierte sich Townshend öffentlich mit dem Bahai-Glauben. Trotzdem musste er aus familiären und wirtschaftlichen Gründen noch elf Jahre warten, bevor sein formeller Austritt aus der Kirche vollzogen werden konnte. Townshend wurde zum Domherr der St. Patrick’s Cathedral gewählt und zog nach Dublin. Dort sprach er im Juni 1940 in einer Predigt über Baha’u’llah.
Townshend verfasste die Einführung zu Shoghi Effendis Buch „Gott geht vorüber“, das 1944 aus Anlass der Jahrhundertfeier der Erklärung des Bab veröffentlicht wurde und über die Ereignisse im ersten Jahrhundert des Bahai-Glaubens berichtet. Außerdem überprüfte und redigierte er das Manuskript von „Gott geht vorüber“.
1947 setzte sich Townshend zur Ruhe und verließ formell die Anglikanische Kirche. Gleichzeitig wurde er ein Mitglied der Bahai-Gemeinschaft und schrieb für alle Christen die Broschüre „The Old Churches and the New World Faith“, die an 8122 Leute auf den Britischen Inseln, 5000 in Australien, 2000 in den Vereinigten Staaten, 4000 in Kanada und an eine unbekannte Anzahl in Ägypten und Deutschland verschickt wurde. Die Resonanz dieser Aktion war jedoch gering. The Old Churches and the New World Faith wurde auch in The Bahai World (Bd. XIII) und in deutscher Sprache veröffentlicht. Der erste örtliche Geistige Rat von Dublin war zugleich der erste von Irland und wurde 1948 von Townshend und weiteren Bahai gegründet.
Er verbrachte sein letztes Jahrzehnt in einem kleinen Bungalow in Dundrum bei Dublin. Shoghi Effendi ernannte Townshend 1951 zur Hand der Sache Gottes. Als Hand der Sache erwies er Shoghi Effendi zahlreiche Dienste insbesondere auf dem Gebiet des Schreibens. Shoghi Effendi betrachtete ihn als den besten Schreiber den die Bahai haben. 1953 nahm Townshend als Repräsentant von Shoghi Effendi zusammen mit seiner Frau an der Internationalen Bahai-Lehrkonferenz in Stockholm teil. Er hielt dort eine Ansprache über die Leiden Baha’u’llahs und ihre Bedeutung, die in The Bahai World (Bd. XVI) veröffentlicht wurden. Townshend beendete kurz bevor er 1957 an Parkinson starb sein Werk, dessen deutsche Übersetzung den Titel „Christus und Baha’u’llah“ trägt. Wegen seiner Krankheit wurde er beim Schreiben von seinen beiden Kindern unterstützt. Shoghi Effendi bezeichnete dieses Buch als das krönende Werk von Townshend.

## Werke
- George Townshend: Christ and Bahá’u’lláh. Hrsg.: George Ronald. Oxford, UK 1966, ISBN 0-85398-005-5.
- George Townshend: Christus und Bahá’u’lláh (3. Auflage). Bahai-Verlag, Hofheim-Langenhain 1981, ISBN 3-87037-032-7.
  - 4. veränderte Auflage 2012, ISBN 978-3-87037-500-3.
- George Townshend: The Heart of the Gospel. Hrsg.: George Ronald. Oxford, UK 1951, ISBN 0-85398-020-9.
- George Townshend: The Promise of All Ages. Hrsg.: George Ronald. Oxford, UK 1972, ISBN 0-85398-044-6.
- George Townshend: The Bahai World, Vol. XIII. Hrsg.: George Ronald. Haifa 1970, ISBN 0-85398-099-3, S. 1169–1174.
- George Townshend: The Bahai World, Vol. XVI. Hrsg.: George Ronald. Haifa 1978, ISBN 0-85398-075-6, S. 635–637.
- George Townshend: The mission of Bahá’u’lláh and other literary pieces. Hrsg.: George Ronald. Oxford, UK 1952, ISBN 0-85398-495-6.
- George Townshend: Abdu’l Baha, the Master. Hrsg.: George Ronald. Oxford, UK, ISBN 0-85398-253-8.
- George Townshend: Die alten Kirchen und die neue Weltreligion. Bahai-Verlag, Frankfurt am Main 1964.